# Еброин
Еброин (на немски: Ebroin, † 681) е франкски майордом в Неустрия от 658 до 673 и от 675 до 681 г.
Той произлиза от Соасон. Наследява Ерхиноалд († 658) като майордом на Неустрия.
Еброин иска да разшири властта на Неустрия в Бургундия и Австразия. Бургундскте благородници искат отново да са независими. Те въстават с ръководител Леодегар, епископът на Отун, побеждават Еброин и го затварят в манастира на Люксейл (670). През 673 г. той бяга от манастира в Австразия и прокламира за крал детето Хлодвиг III. През 676 г. Еброин издава съобщението rex quem falsum fecit (Passio Leudegarii I, 28) и прекратява така епизода на фалшивия Хлодвиг, който въобще не е споменат в хрониките. Леодегар е победен при Отун през 678 г., заловен, ослепен, и на 2 октомври 679 г. убит. Еброин става единственият и абсолютен владетел на франките, управлява Бургундия. През 681 г. Еброин е убит от враговете му.